# 聖女伝説
『聖女伝説』（せいじょでんせつ）は1985年3月22日に劇場公開されたハードボイルド映画。村川透監督作品。

## 概要
奥山和由プロデュース、村川透監督によるハードボイルド映画。主演の郷ひろみは当時、松田聖子との交際が芸能ニュースとして取り上げられていたが、映画公開の直前の1985年1月に破局を迎えるなど波乱に富んでいた時期であった。
音楽にはフランス映画界の巨匠フランシス・レイを起用している。

## ストーリー
2人を殺害し、7年間の刑務所暮らしを終えて出所してきた早瀬俊夫は、刑務所仲間の岡野を訪ね、彼の債権回収の仕事を手伝い始める。その折、総会屋・立花の事務所で、銀座の高級クラブを経営する妖艶な女・市川多恵子と出会う。彼女のバックには政界の黒幕・神崎が控えていた。俊夫は自分の野望を成し遂げるために多恵子と関係を結ぶ。多恵子のツバメだった工藤は俊夫に敵意を向けるが、やがて俊夫の度胸に心服し舎弟となる。2か月後、俊夫は多恵子が西麻布に開店した高級クラブのバーテン兼用心棒を務めていた。そのクラブに置かれていたピアノを華麗に演奏し始める女性に俊夫は心を奪われる。彼女の名は王麗花。父親はアメリカで名の知れた華僑で、母親は日本人だという。俊夫が執拗に彼女を追い求め愛を交わしていく中、多恵子も俊夫の想いが麗花に向いていることに気づく。やがて俊夫は自らの計画を実行し、「人が10年かかる事を3年でやってみせる」という決意のもと、多恵子から借金をして自分の店を持った。野望は一つずつ達成されていく中、俊夫は多恵子と立花が欲しがっている森山ビルの譲渡権利書の話を耳にする。立花を出し抜いて俊夫と手を組むことを多恵子は画策し、俊夫は綿密な計画を組んで実行した。俊夫は岡野と共に森山ビルを襲撃し、森山を監禁する。5日間に渡り水・食事を与えず脅迫し、譲渡権利書に署名させた。だが野心を剥き出した俊夫は立花を殺害し、多恵子と神崎との関係に付け入って権利書をまんまと自らの手中に収める。それから数年が経ち、俊夫は裏社会の頂点へのし上がっていた。しかし麗花は彼の増上慢ぶりに辟易して姿を消し、岡野からも見放された俊夫は、空虚な日々を酒と浪費で紛らわしていた。そんなある日、麗花が帰国することを伝えてきた。成田空港で出迎えようとする俊夫に、工藤はその前に会ってほしい人物がいると告げる。うらぶれた一軒のバーに案内すると、そこには見る影もない多恵子がいた。

## キャスト
早瀬俊夫
演 - 郷ひろみ
王麗花
演 - 小野みゆき
岡野
演 - 岩城滉一
工藤
演 - 山田辰夫
森山
演 - 夏八木勲
立花
演 - 成田三樹夫
神崎弘造
演 - 三船敏郎
市川多恵子
演 - 岩下志麻
他
演 - 阿藤海、草薙幸二郎、村松克己、辻萬長、江角英明、早川雄三、緋多景子、山西道広、清水宏、加藤茂雄、二家本辰巳、永野明彦　ほか

## スタッフ
- 監督 : 村川透
- 製作 : 奥山和由
- 企画 : 樋口清
- プロデューサー : 鍋島壽夫
- 脚本 : 塩田千種
- 撮影 : 長沼六男
- 音楽 : フランシス・レイ
- 照明 : 佐藤幸郎
- 美術 : 重田重盛
- 編集 : 井上治
- 録音 : 紅谷愃一、橋本泰夫
- 助監督 : 武内孝吉、星野仁、鈴木元、杉山泰一
- 選曲∶細井正次
- 効果 : 小島良雄
- スチール : 赤井博且
- 技闘 : 高倉英二
- 音楽ディレクター∶ローランド・マリネリ
- CARコーディネーター : 兼子眞（チェッカーモータース）
- 現像 : 東京現像所
- 録音スタジオ : にっかつスタジオセンター
- 製作協力 : 株式会社三船プロダクション